# Килиноччи

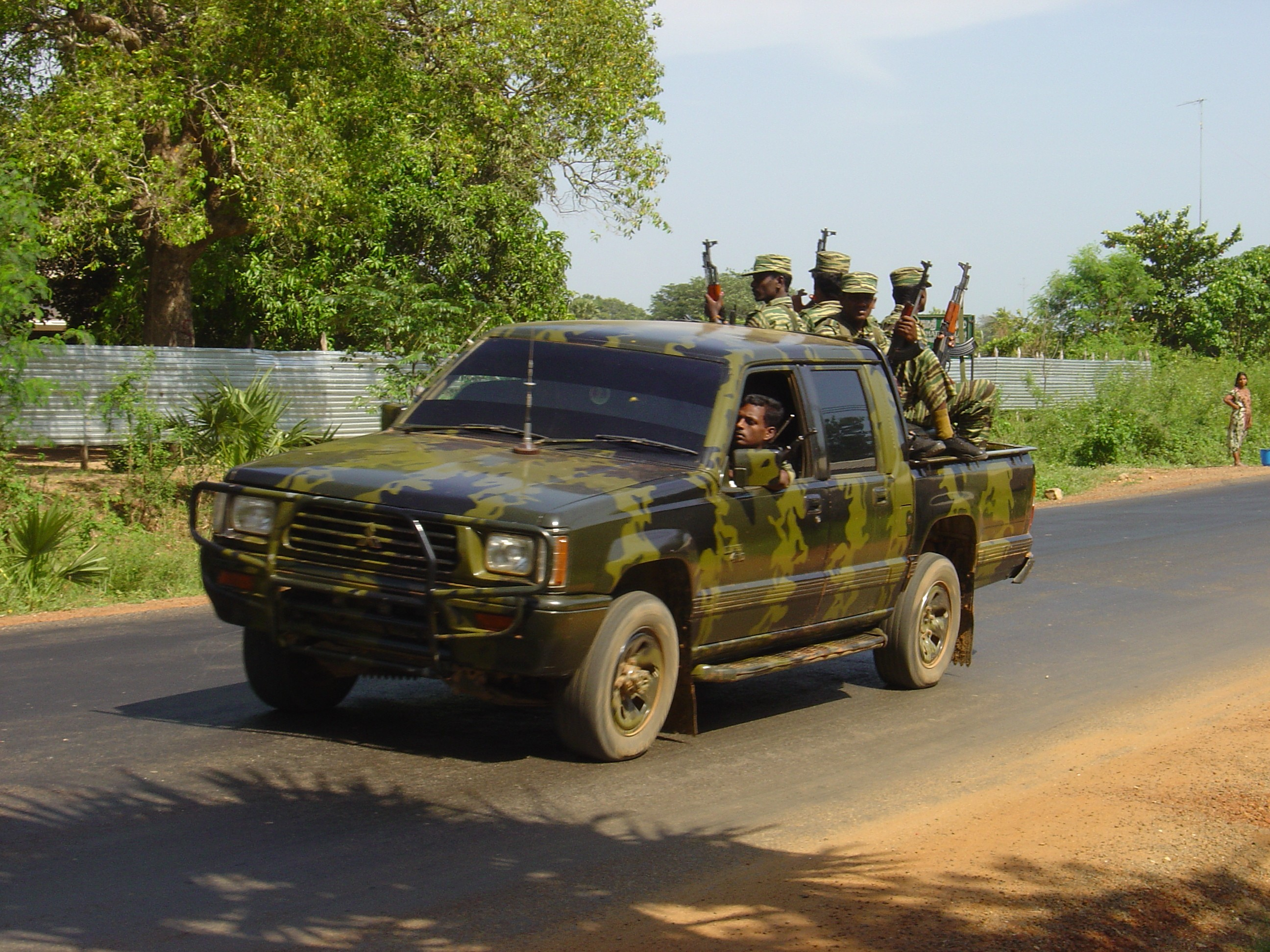
«Тамильские тигры» в Килиноччи, 2004

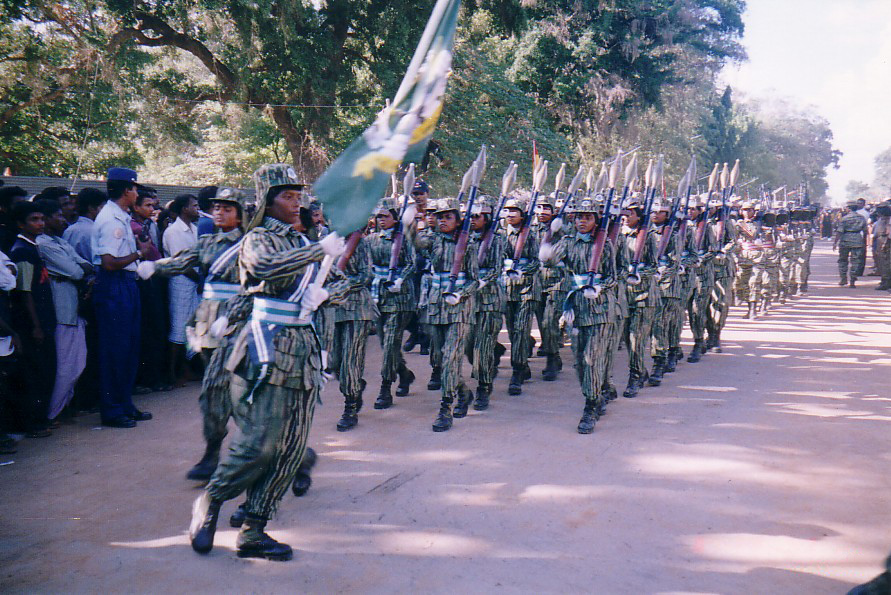
Парад женских подразделений сепаратистов, 2002

Килиноччи, Kilinochchi (там. கிளிநொச்சி, синг. කිලිනොච්චිය) — небольшой город в районе Килиноччи на севере Шри-Ланки, входит в состав Северной провинции. Город с 1990 г. был административным центром территорий, занятых сепаратистской организацией Тигры освобождения Тамил Илама с перерывом в 1996—1998, когда он переходил из рук в руки, до 2 января 2009 г., когда он был возвращён под контроль центрального правительства.